# HARPS

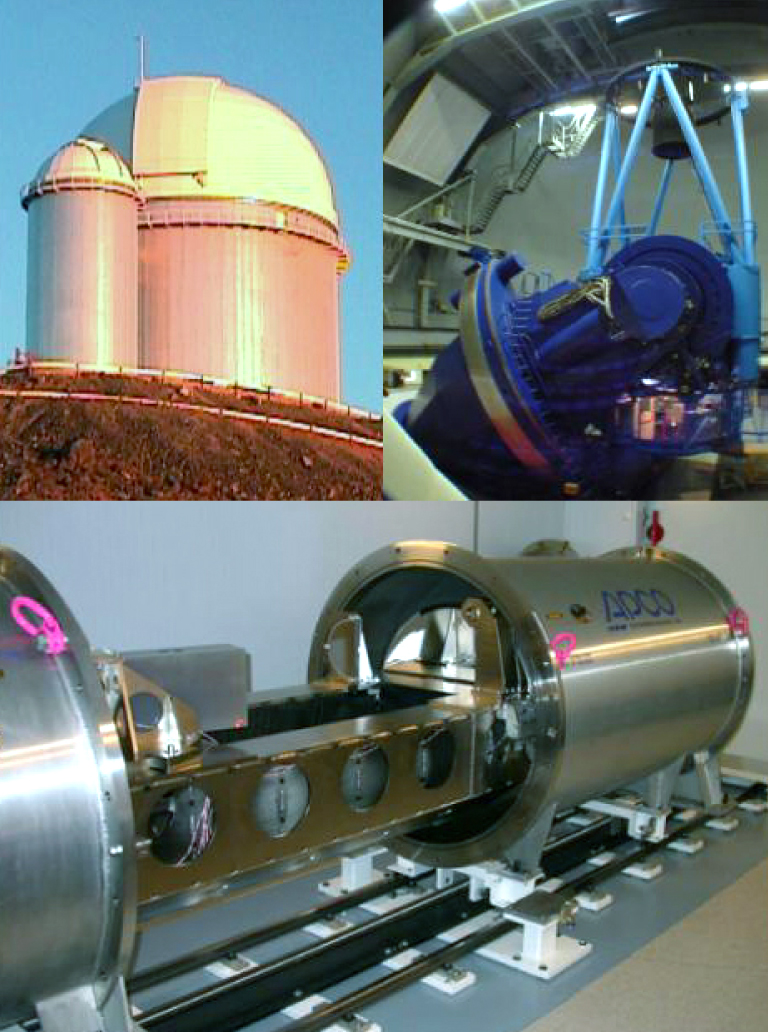
Montaggio di immagini dello spettrografo HARPS. In alto a sinistra la cupola del telescopio, in alto a destra il telescopio, in basso lo spettrografo durante i test di laboratorio.

HARPS (High Accuracy Radial velocity Planet Searcher) è uno spettrografo  per velocità radiali di tipo Echelle di grande precisione installato nel 2002 sul telescopio di 3,6 metri di diametro dell'ESO posto all'Osservatorio di La Silla, in Cile.
È diventato operativo a febbraio 2003, ed è usato principalmente per individuare pianeti extrasolari, basandosi sul principio della variazione della velocità radiale di una stella soggetta a forze gravitazionali di corpi ruotanti attorno ad essa.

## Caratteristiche
(Michel Mayor, Premio Nobel per la fisica 2019)
HARPS può raggiungere una precisione di 0,97 m/s (3,5 km/h) nella misura della velocità radiale. È progettato in modo da osservare simultaneamente, confrontandoli, lo spettro emesso dalla stella e uno spettro di riferimento emesso da una lampada al torio. Si è posta la massima attenzione ad assicurare una grande stabilità meccanica: a tale scopo lo strumento è alloggiato all'interno di un contenitore sotto vuoto la cui temperatura è mantenuta costante entro ±0,01 °C. L'individuazione di oscillazioni dovute ai pianeti è a volte ostacolata da pulsazioni sismiche delle stelle osservate piuttosto che da limitazioni proprie dello strumento.

### HELIOS
HELIOS (HARPS Experiment for Light Integrated Over the Sun) è un telescopio solare in dotazione ad HARPS da aprile 2018, nell’ambito di un accordo tra l'ESO, l’università di Ginevra e il Centro di Astrofisica dell'Università di Porto. HELIOS consente di effettuare analisi di spettroscopia solare molto precisa, fornendo anche dati comparabili con astri simili al Sole e migliorando le tecniche di rilevazione esoplanetaria, oltre alla accurata valutazione degli effetti strumentali di HARPS ed un conseguente miglioramento della sua precisione e del suo successore, lo spettrografo ESPRESSO installato presso il VLT.

## Ricerche rilevanti
- Lo strumento è stato usato principalmente da Michel Mayor dell'Università di Ginevra, il quale, assieme a Didier Queloz e Stéphane Udry, ha scoperto con esso diversi pianeti del sistema di Gliese 581, tra i quali due Super Terre orbitanti all'interno della zona abitabile della stella.
- Tra gennaio e marzo 2016 è stata effettuata una campagna intensiva di monitoraggio notturna di Proxima Centauri confermando le ipotesi di precedenti studi concernenti la presenza di un pianeta, Proxima Centauri b, nella zona abitabile del sistema.[3]

## Pianeti scoperti da HARPS
| Pianeta                | Data di scoperta  |
| ---------------------- | ----------------- |
| HD 330075 b            | 10 febbraio 2004  |
| Mu Arae c              | 25 agosto 2004    |
| HD 2638 b              | 22 marzo 2005     |
| HD 27894 b             | 22 marzo 2005     |
| HD 63454 b             | 22 marzo 2005     |
| HD 93083 b             | 30 marzo 2005     |
| HD 101930 b            | 30 marzo 2005     |
| Gliese 581 b           | 8 settembre 2005  |
| HD 4308 b              | 12 ottobre 2005   |
| HD 212301 b            | 25 gennaio 2006   |
| HD 69830 b             | 18 maggio 2006    |
| HD 69830 c             | 18 maggio 2006    |
| HD 69830 d             | 18 maggio 2006    |
| Mu Arae d              | 14/18 agosto 2006 |
| Gliese 674 b           | 2 aprile 2007     |
| HD 100777 b            | 6 aprile 2007     |
| HD 190647 b            | 6 aprile 2007     |
| HD 221287 b            | 6 aprile 2007     |
| Gliese 581 c           | 23 aprile 2007    |
| Gliese 581 d           | 23 aprile 2007    |
| HD 171028 b            | 7 giugno 2007     |
| HD 40307 b             | 27 giugno 2008    |
| HD 40307 c             | 27 giugno 2008    |
| HD 40307 d             | 27 giugno 2008    |
| Gliese 176 b           | 4 settembre 2008  |
| BD-17°63 b             | 26 ottobre 2008   |
| HD 20868 b             | 26 ottobre 2008   |
| HD 73267 b             | 26 ottobre 2008   |
| HD 131664 b Nana bruna | 26 ottobre 2008   |
| HD 145377 b            | 26 ottobre 2008   |
| HD 153950 b            | 26 ottobre 2008   |
| HD 47186 b             | 9 dicembre 2008   |
| HD 47186 c             | 9 dicembre 2008   |
| HD 181433 b            | 9 dicembre 2009   |
| HD 181433 c            | 9 dicembre 2009   |
| HD 181433 d            | 9 dicembre 2009   |
| HD 45364 b             | 3 febbraio 2009   |
| HD 45364 c             | 3 febbraio 2009   |
| Gliese 581 e           | 21 aprile 2009    |
| HD 156411 b            | 19 ottobre 2009   |
| BD-08°2823 b           | 16 dicembre 2009  |
| BD-08°2823 c           | 16 dicembre 2009  |
| HD 5388 b Nana bruna   | 16 dicembre 2009  |
| HD 181720 b            | 16 dicembre 2009  |
| HD 190984 b            | 16 dicembre 2009  |
| HD 125612 c            | 29 dicembre 2009  |
| HD 125612 d            | 29 dicembre 2009  |
| HD 215497 b            | 29 dicembre 2009  |
| HD 215497 c            | 29 dicembre 2009  |
| HIP 5158 b             | 29 dicembre 2009  |
| HD 85390 b             | 5 ottobre 2010    |
| HD 90156 b             | 5 ottobre 2010    |
| HD 103197 b            | 5 ottobre 2010    |
| HIP 12961 b            | 6 dicembre 2010   |
| HD 1690 b              | 17 dicembre 2010  |
| HD 25171 b             | 17 dicembre 2010  |
| HD 113538 b            | 17 dicembre 2010  |
| HD 113538 c            | 17 dicembre 2010  |
| HD 217786 b Nana bruna | 17 dicembre 2010  |
| HD 33473 Ab            | 17 dicembre 2010  |
| HD 89839 b             | 17 dicembre 2010  |
| HD 167677 b            | 17 dicembre 2010  |
| HD 10180 b             | 23 novembre 2010  |
| HD 10180 c             | 23 novembre 2010  |
| HD 10180 d             | 23 novembre 2010  |
| HD 10180 e             | 23 novembre 2010  |
| HD 10180 f             | 23 novembre 2010  |
| HD 10180 g             | 23 novembre 2010  |
| HD 10180 h             | 23 novembre 2010  |
| HD 63765 b             | 1º luglio 2011    |
| HD 104067 b            | 1º luglio 2011    |
| HD 125595 b            | 1º luglio 2011    |
| HIP 70849 b            | 1º luglio 2011    |
| HD 137388 b            | 8 luglio 2011     |
| HD 204941 b            | 8 luglio 2011     |
| HD 7199 b              | 8 luglio 2011     |
| HD 7449 b              | 8 luglio 2011     |
| 82 G. Eridani b        | 17 agosto 2011    |
| 82 G. Eridani c        | 17 agosto 2011    |
| 82 G. Eridani d        | 17 agosto 2011    |
| HD 85512 b             | 17 August 2011    |
| HR 7722 c              | 17 August 2011    |
| HD 1461 c              | 12 settembre 2011 |
| HD 13808 b             | 12 settembre 2011 |
| HD 13808 c             | 12 settembre 2011 |
| HD 20003 b             | 12 settembre 2011 |
| HD 20003 c             | 12 settembre 2011 |
| HD 20781 b             | 12 settembre 2011 |
| HD 20781 c             | 12 settembre 2011 |
| HD 21693 b             | 12 settembre 2011 |
| HD 21693 c             | 12 settembre 2011 |
| HD 31527 b             | 12 settembre 2011 |
| HD 31527 c             | 12 settembre 2011 |
| HD 31527 d             | 12 settembre 2011 |
| HD 38858 b             | 12 settembre 2011 |
| HD 39194 b             | 12 settembre 2011 |
| HD 39194 c             | 12 settembre 2011 |
| HD 39194 d             | 12 settembre 2011 |
| HD 45184 b             | 12 settembre 2011 |
| HD 51608 b             | 12 settembre 2011 |
| HD 51608 c             | 12 settembre 2011 |
| HD 93385 b             | 12 settembre 2011 |
| HD 93385 c             | 12 settembre 2011 |
| HD 96700 b             | 12 settembre 2011 |
| HD 96700 c             | 12 settembre 2011 |
| HD 126525 b            | 12 settembre 2011 |
| HD 134060 b            | 12 settembre 2011 |
| HD 134060 c            | 12 settembre 2011 |
| HD 134606 b            | 12 settembre 2011 |
| HD 134606 c            | 12 settembre 2011 |
| HD 134606 d            | 12 settembre 2011 |
| Nu2 Lupi b             | 12 settembre 2011 |
| Nu2 Lupi c             | 12 settembre 2011 |
| Nu2 Lupi d             | 12 settembre 2011 |
| HD 150433 b            | 12 settembre 2011 |
| HD 154088 b            | 12 settembre 2011 |
| HD 157172 b            | 12 settembre 2011 |
| HD 189567 b            | 12 settembre 2011 |
| HD 204313 c            | 12 settembre 2011 |
| HD 215152 b            | 12 settembre 2011 |
| HD 215152 c            | 12 settembre 2011 |
| HD 215456 b            | 12 settembre 2011 |
| HD 215456 c            | 12 settembre 2011 |
| Gliese 667 Cc          | 21 novembre 2011  |
| HD 10180 i             | 5 aprile 2012     |
| HD 10180 j             | 5 aprile 2012     |
| GJ 3470 b              | 22 giugno 2012    |
| Gliese 676 c           | 29 giugno 2012    |
| Gliese 676 d           | 29 giugno 2012    |
| Gliese 676 e           | 29 giugno 2012    |
| Gliese 163 b           | 6 settembre 2012  |
| Gliese 163 c           | 6 settembre 2012  |
| Alpha Centauri Bb      | 16 ottobre 2012   |
| Wolf 1061 c            | 17 dicembre 2015  |
| Proxima Centauri b     | 24 agosto 2016    |
| Ross 128 b             | 15 novembre 2017  |
| K2-18 c                | 17 luglio 2017    |